# Disney Magic on Parade
Disney Magic on Parade! ou La Magie Disney en Parade ! est une parade créée pour le parc Disneyland de Disneyland Paris à l’occasion des 20 ans de la destination en 2012,,.
Elle défila dans les allées du Parc jusqu’en mars 2017 où elle fut remplacée par Disney Stars on Parade.

## Parc Disneyland
- Première représentation : 26 mars 2012 (début des répétitions), 1er avril 2012 (début officiel)
- Dernière représentation : 24 mars 2017
- Nombre de chars : 7
- Trajet : sur la route de la parade
- Parade suivante : Disney Stars on Parade

## Musique
La musique de cette parade s'intitule Magic Everywhere.

## Galerie

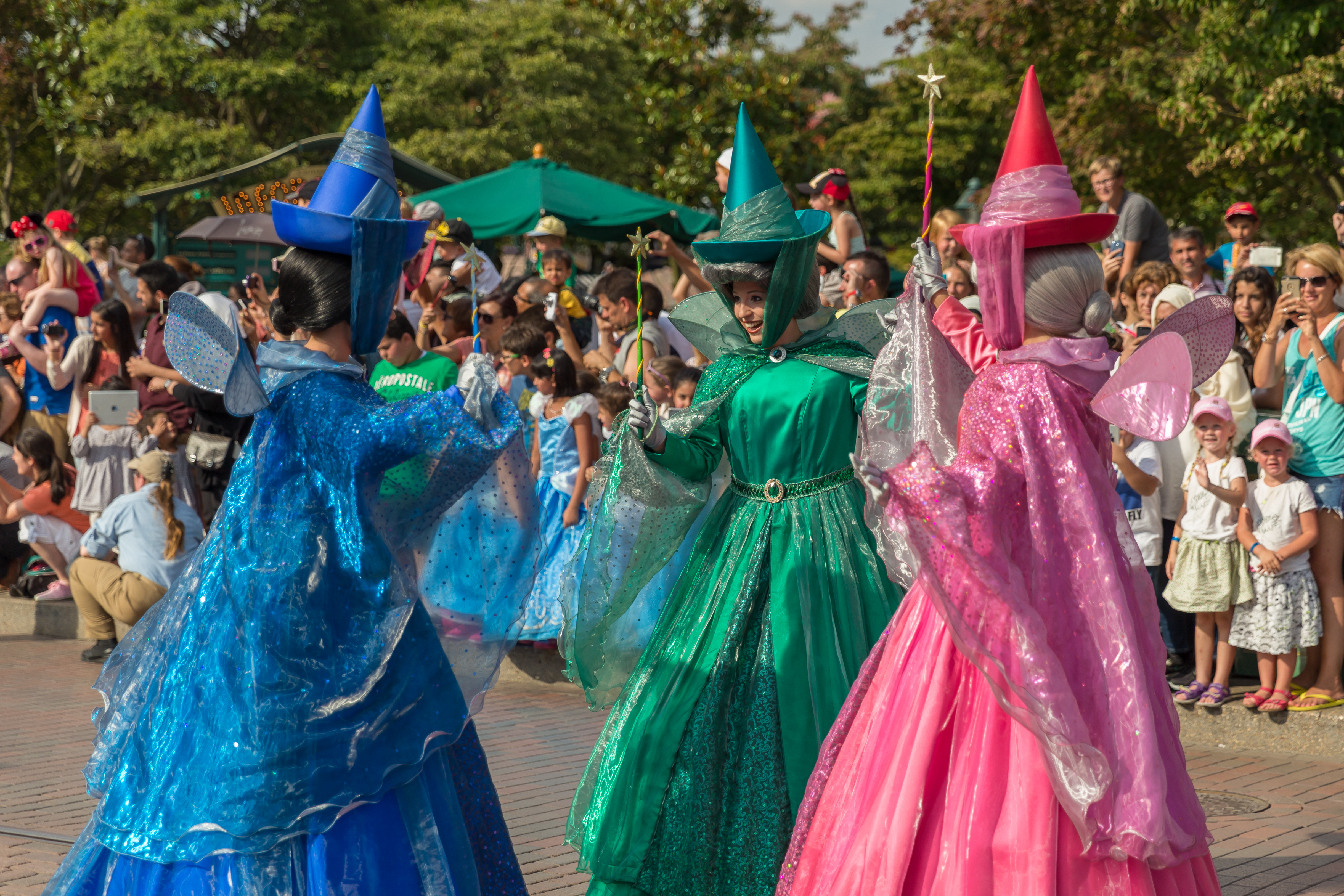
Marraines-fées de La Belle au bois dormant.
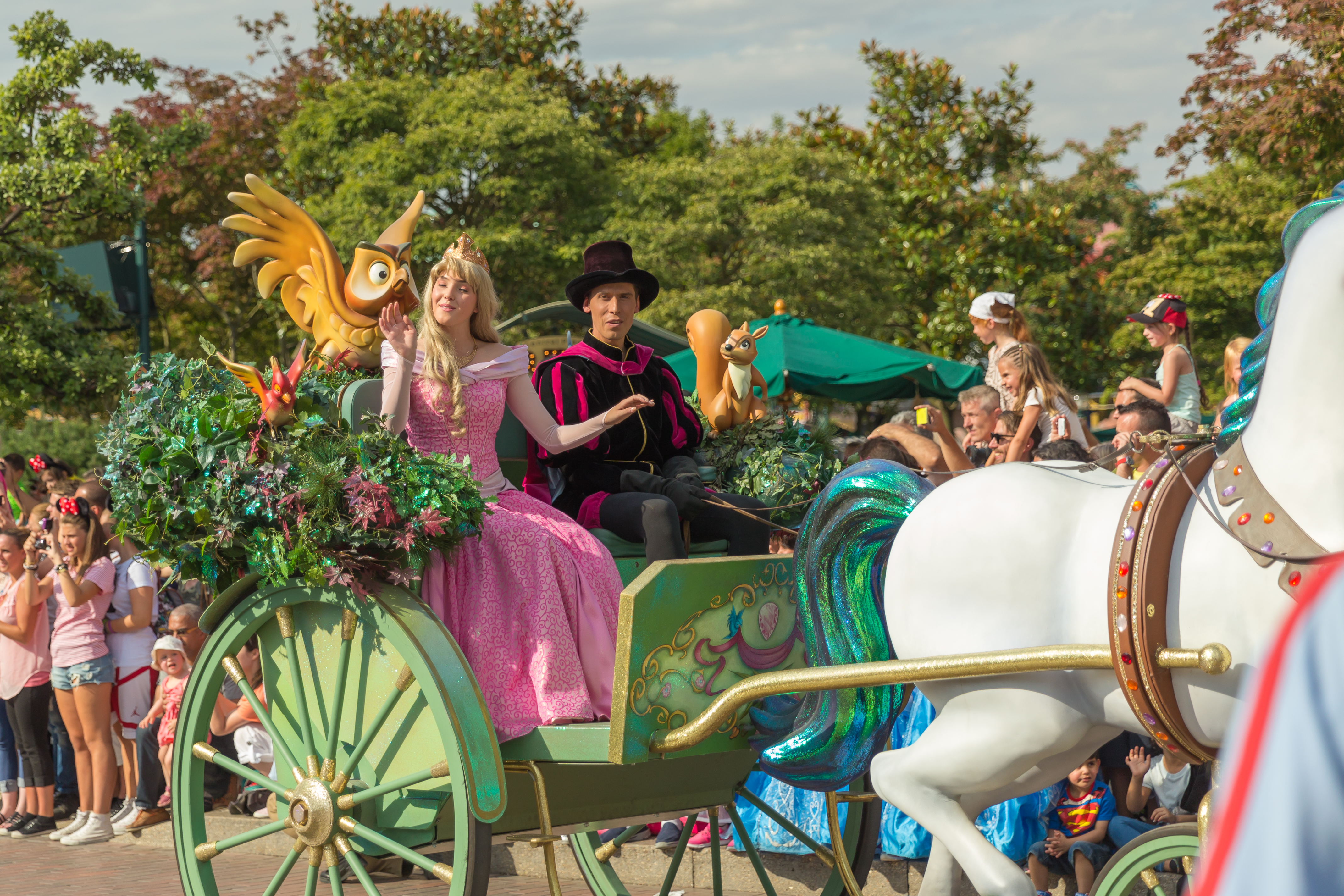
Aurore, princesse de La Belle au bois dormant en compagnie de son prince.
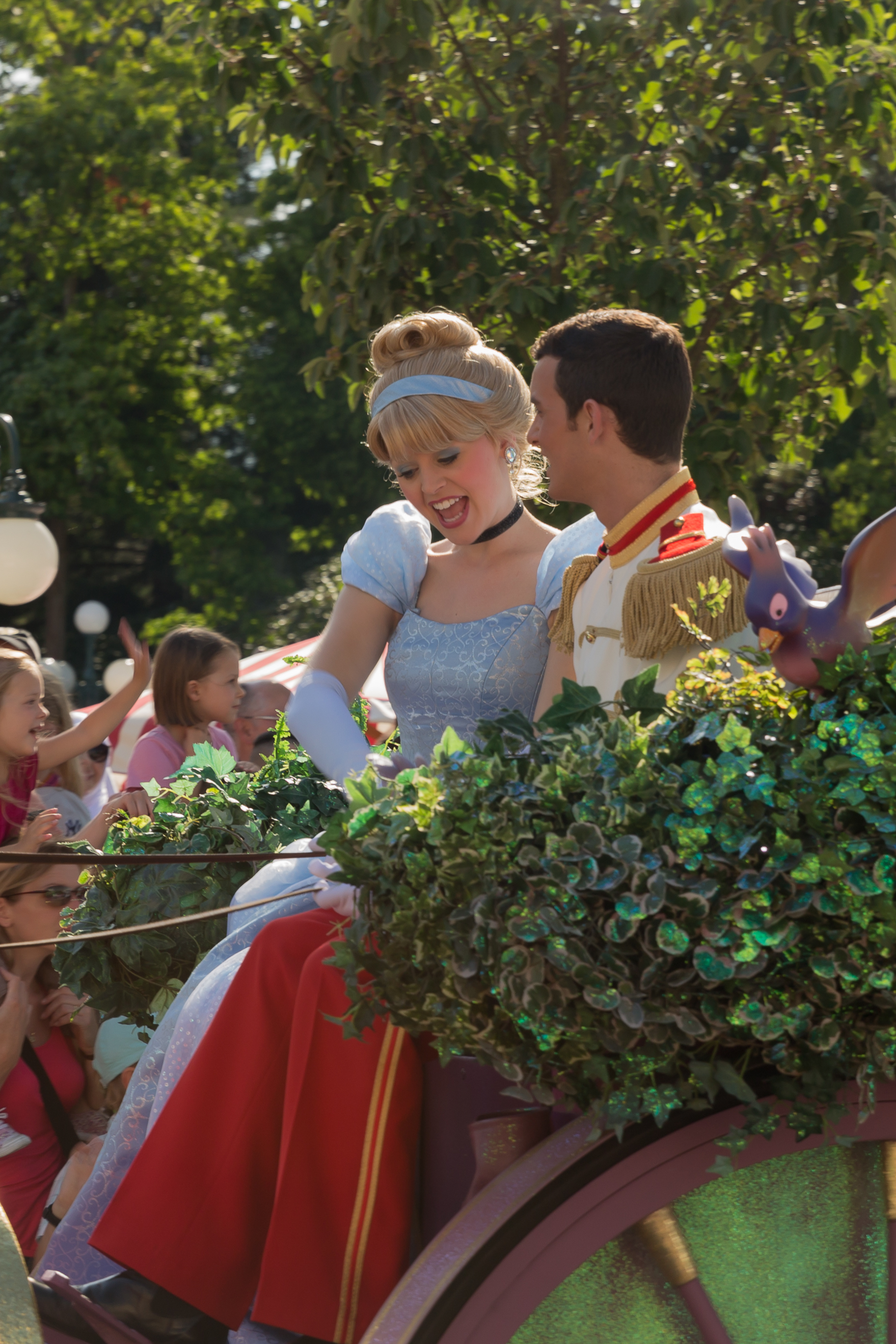
Cendrillon en compagnie de son prince.
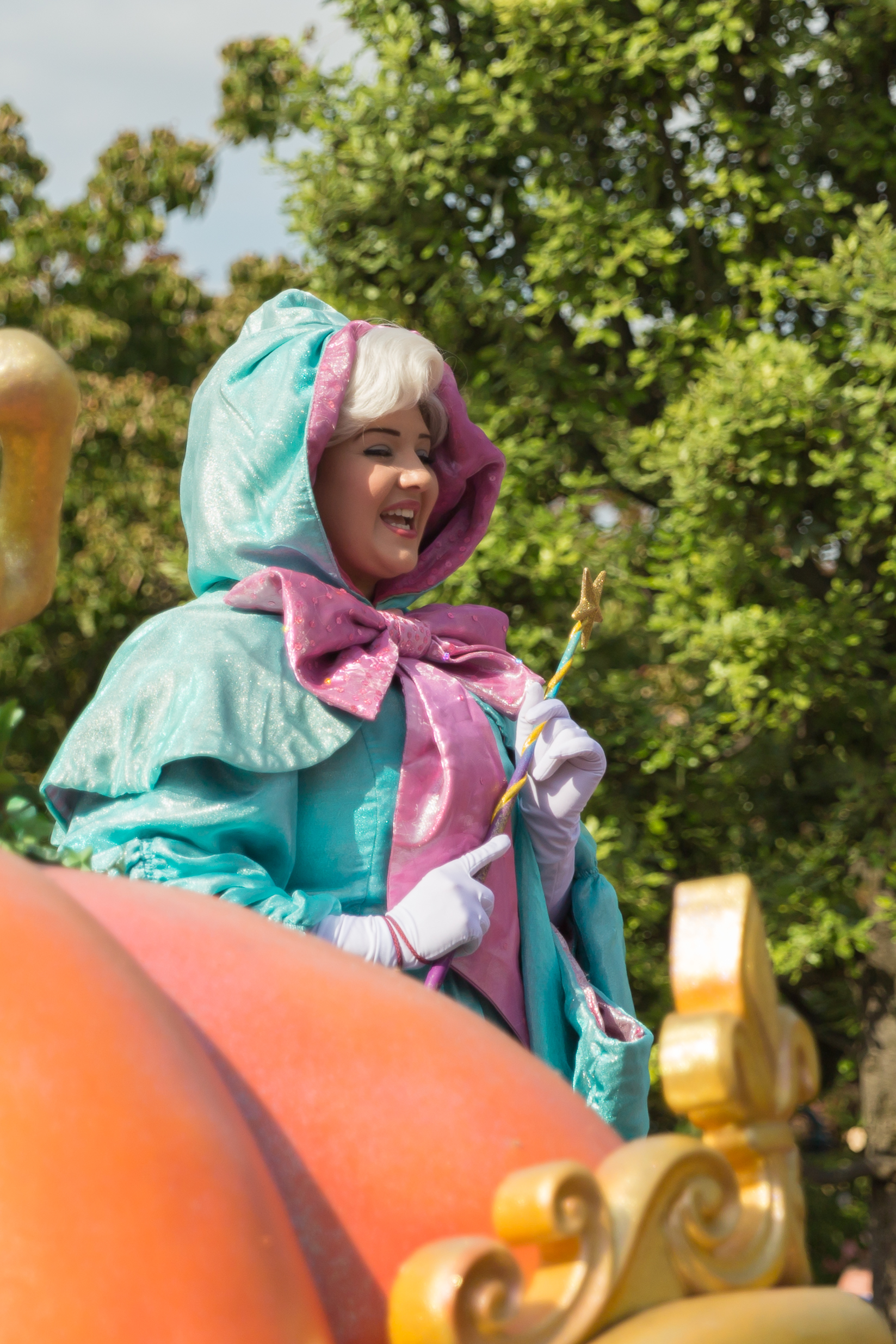
Marraine-fée de Cendrillon.
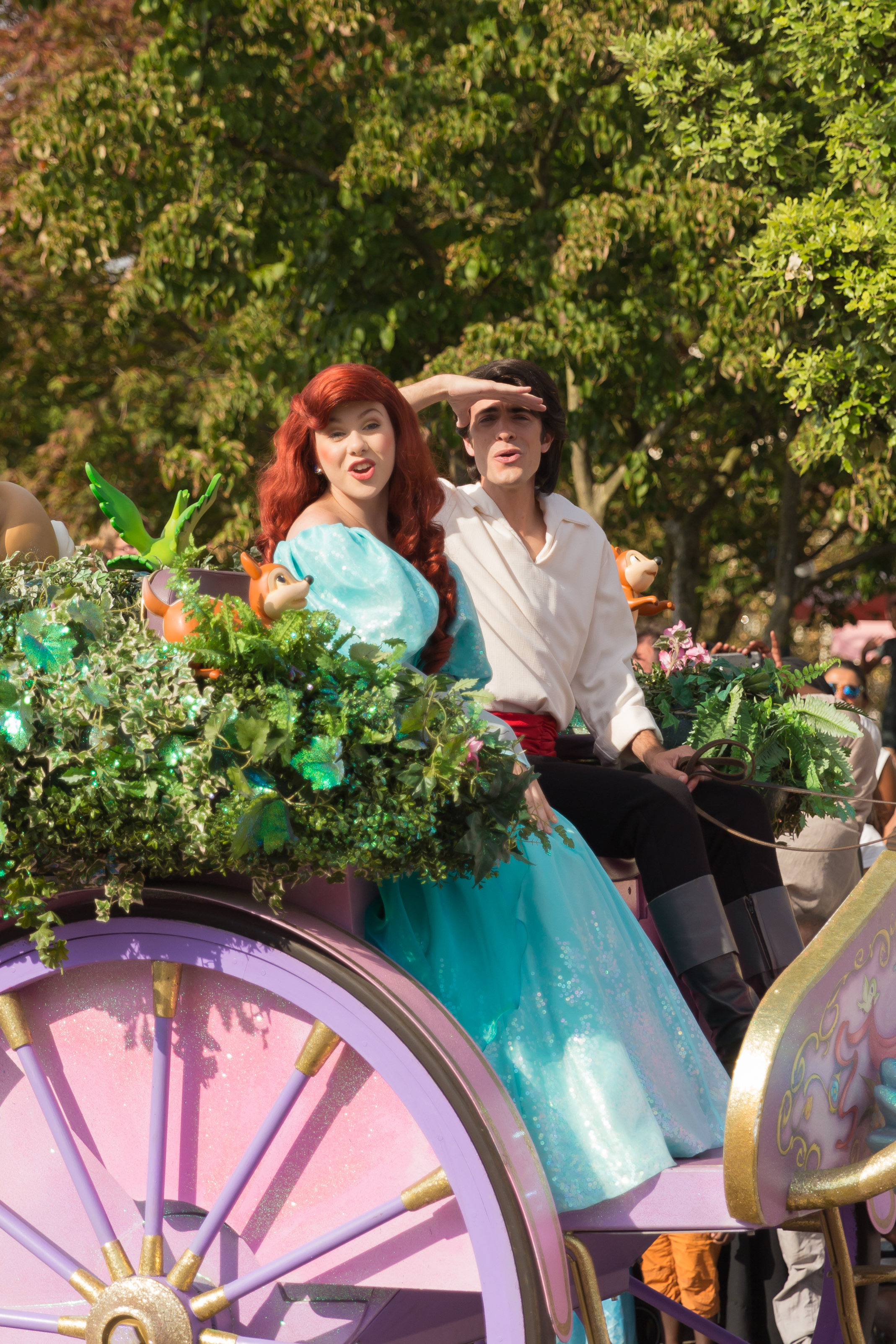
Ariel et son prince dans La Petite Sirène.
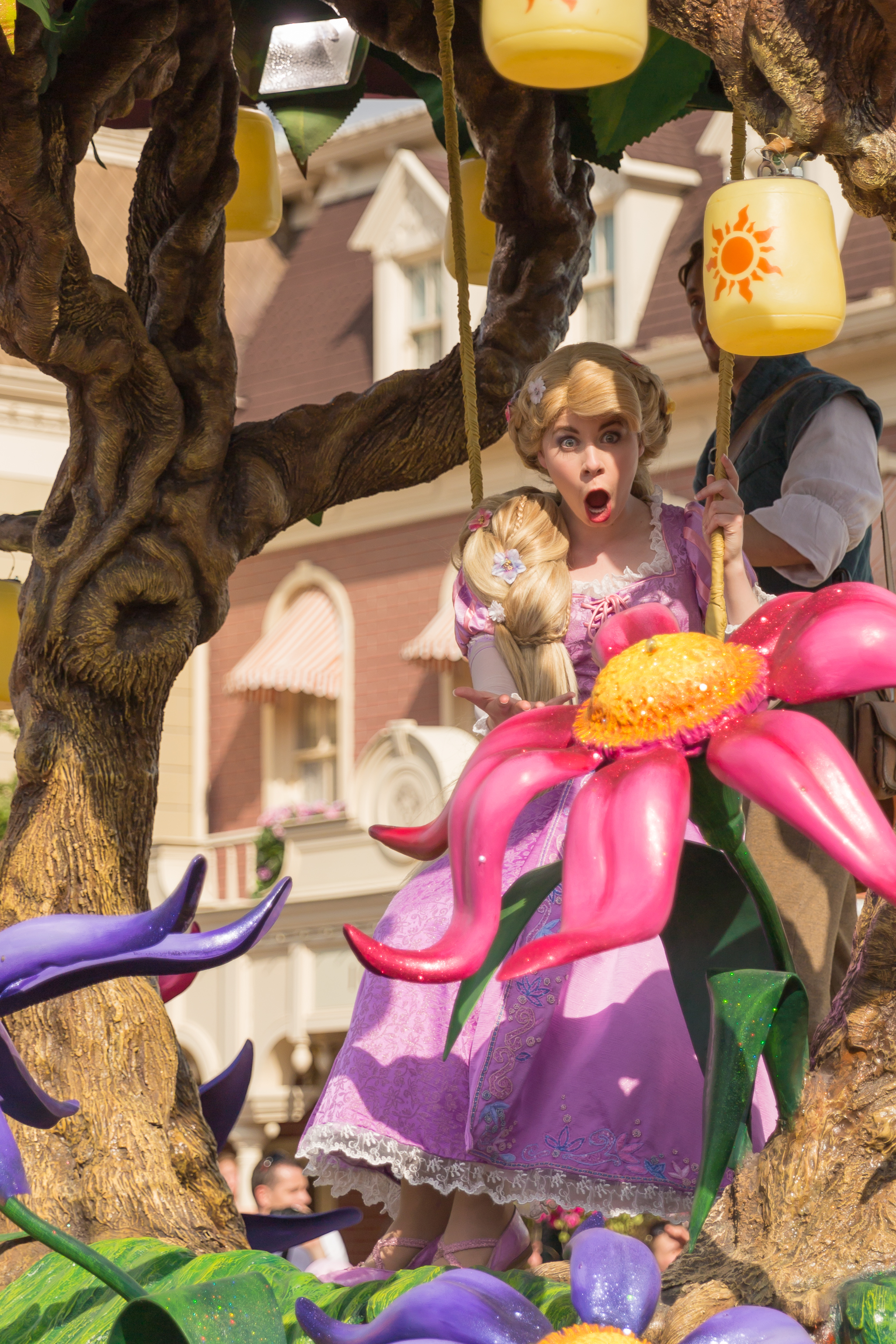
Raiponce.
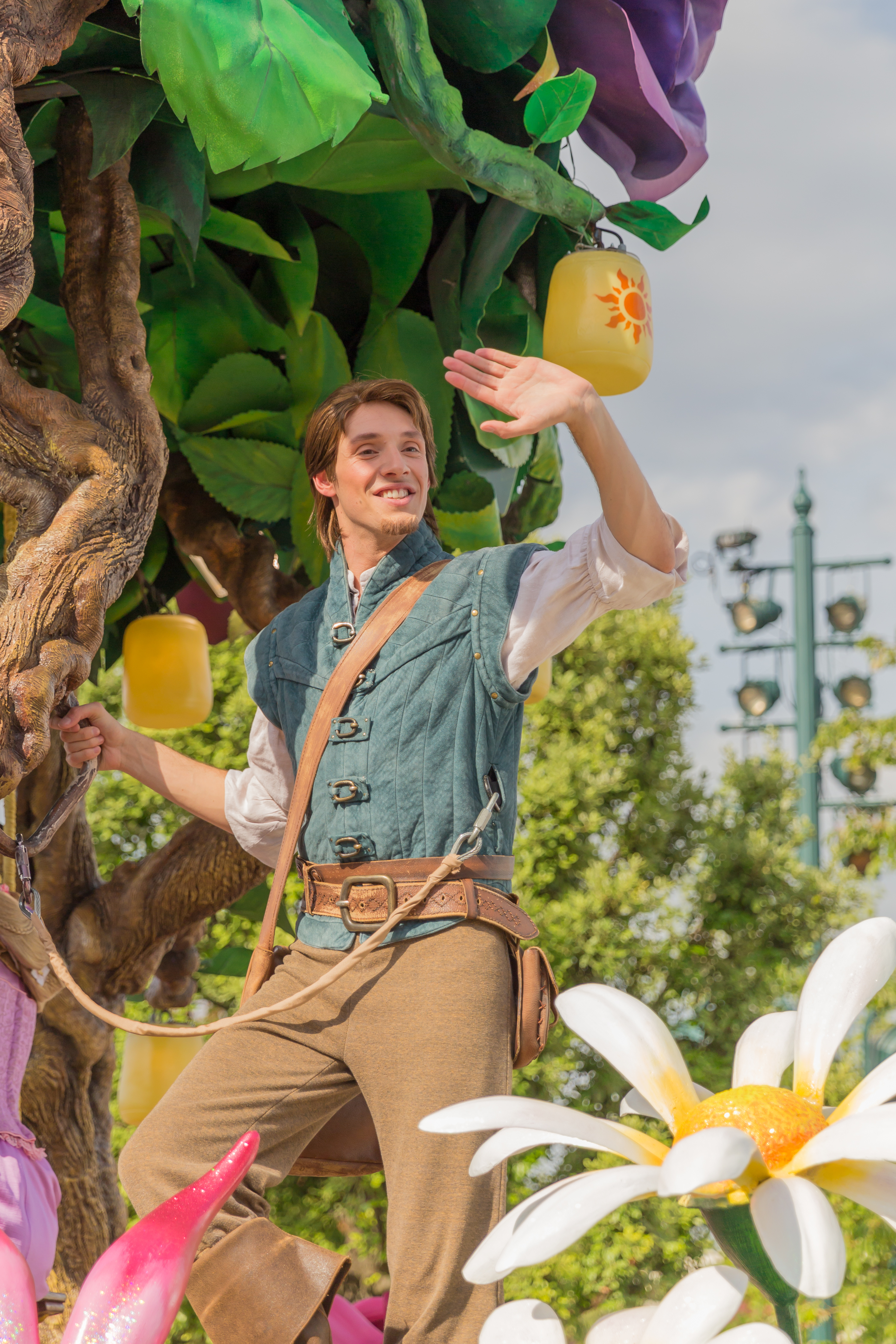
Flynn Rider, le prince de Raiponce.
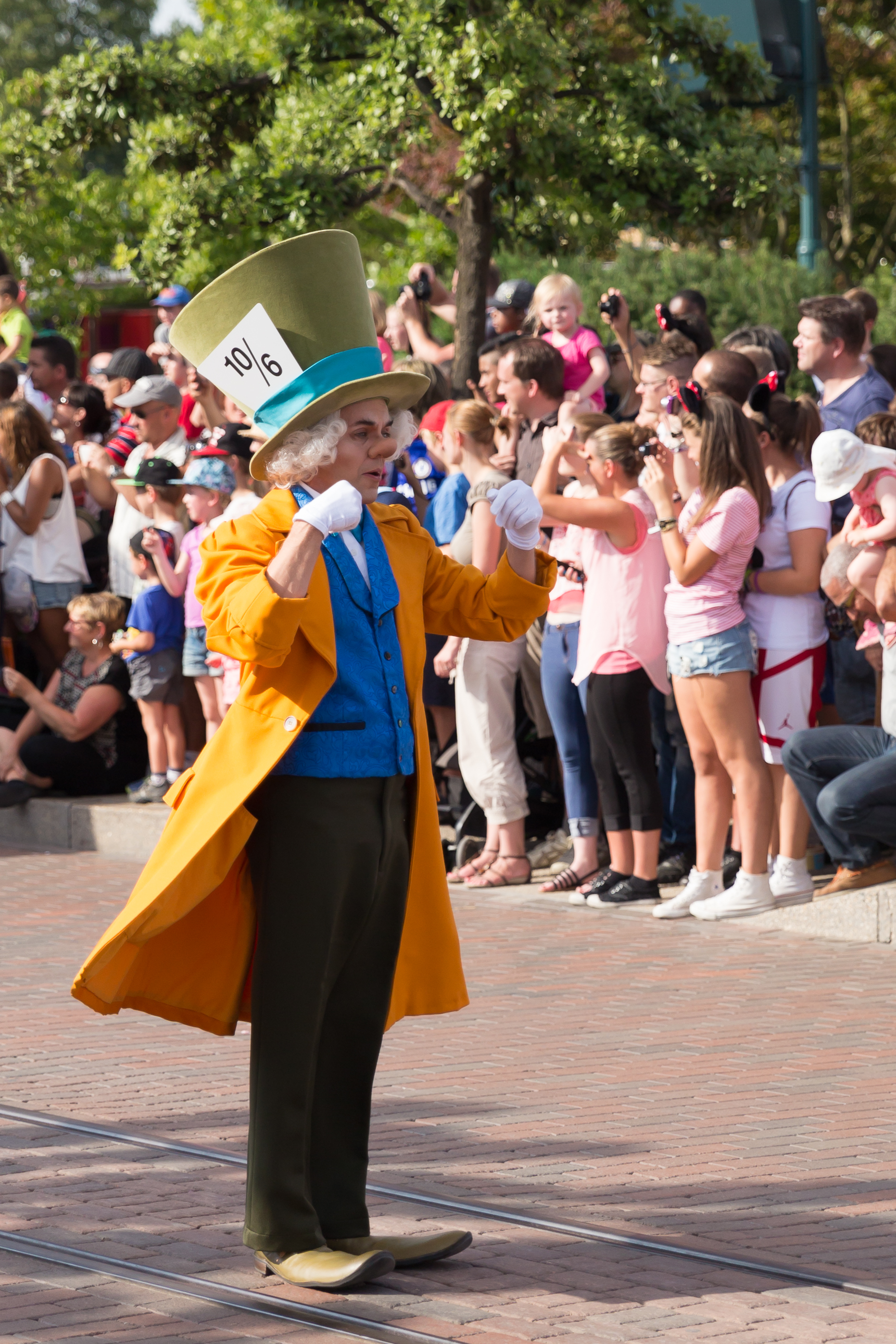
Le Chapelier fou d'Alice au pays des merveilles.
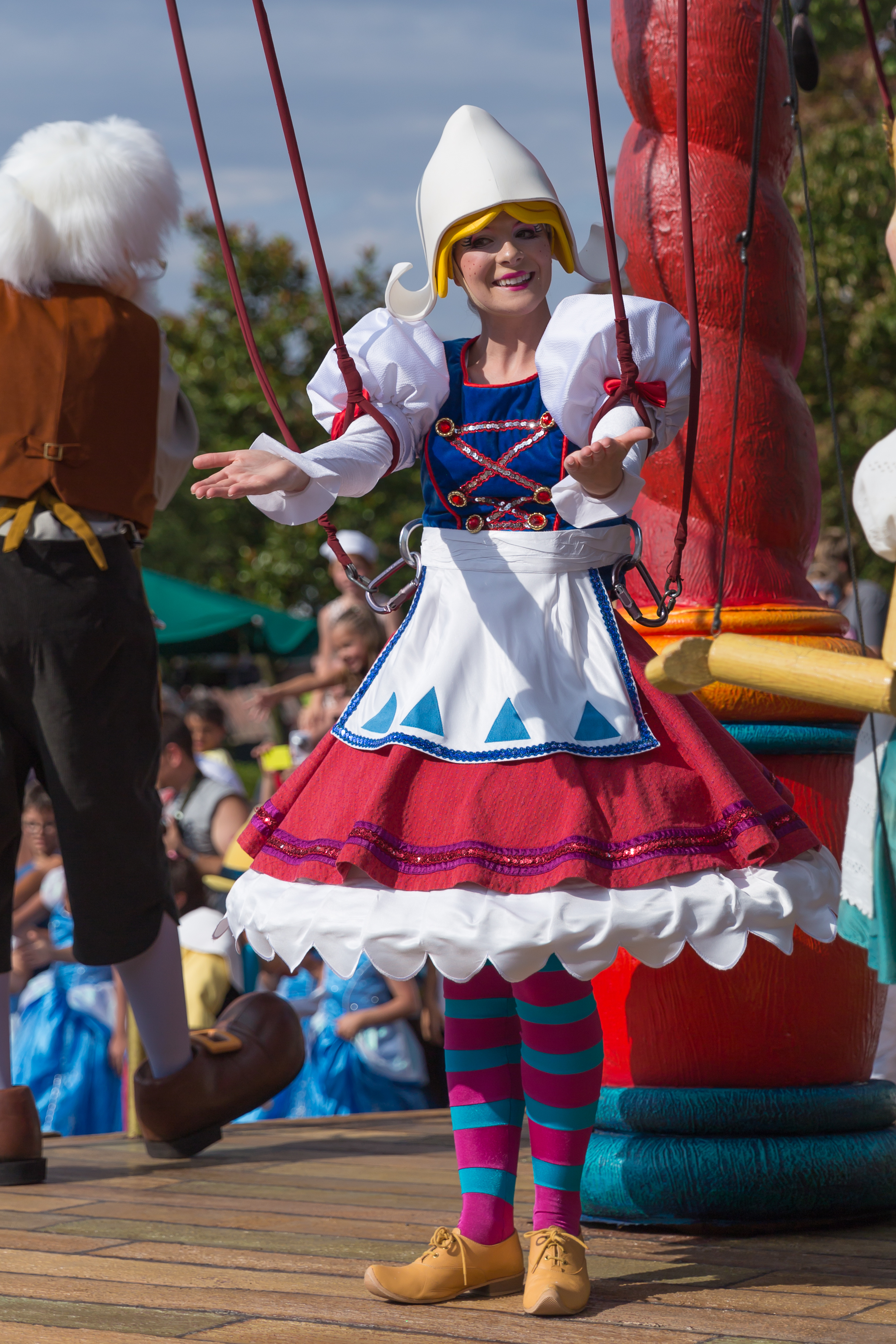
Personnage illustrant Pinocchio.
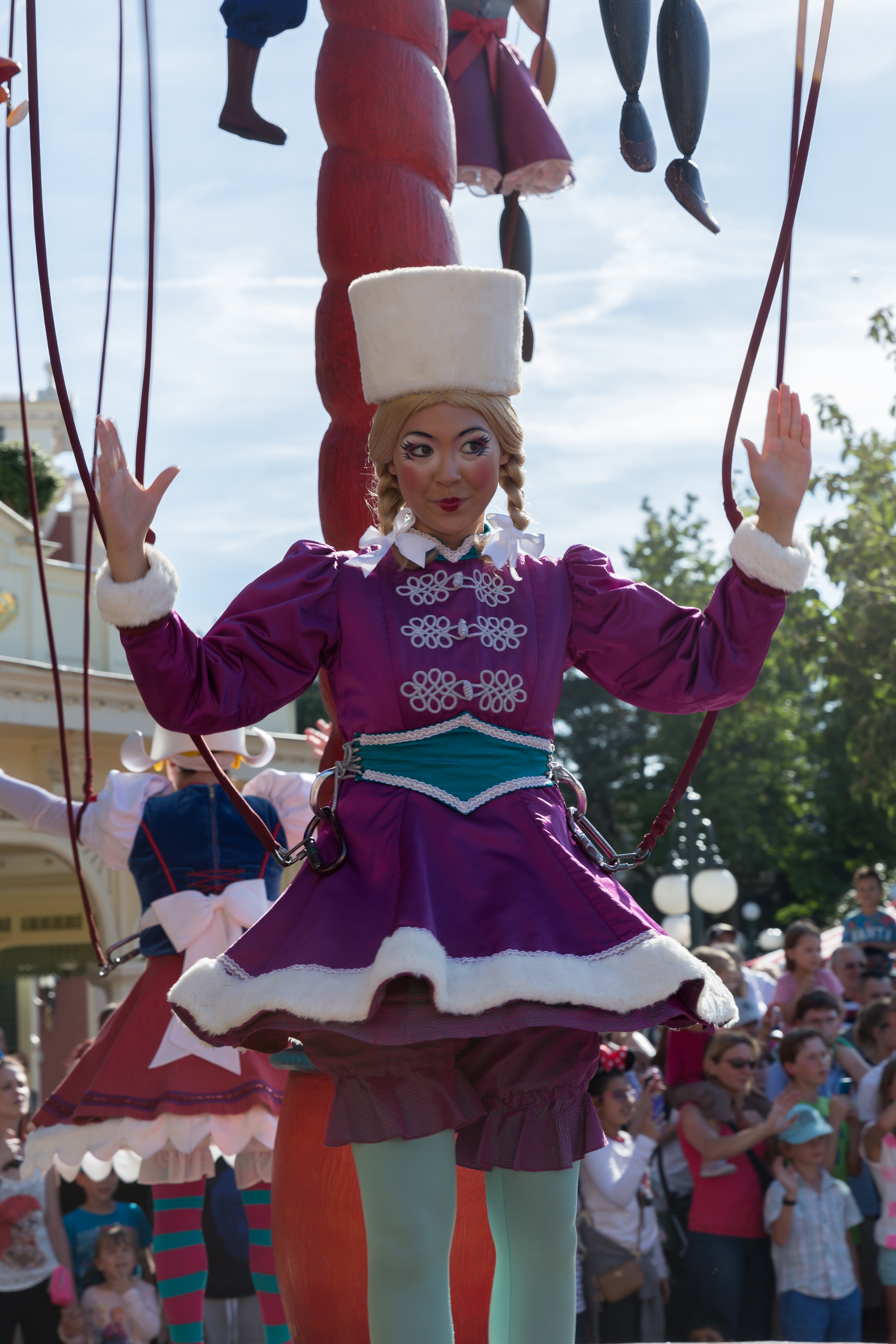
Personnage illustrant Pinocchio.
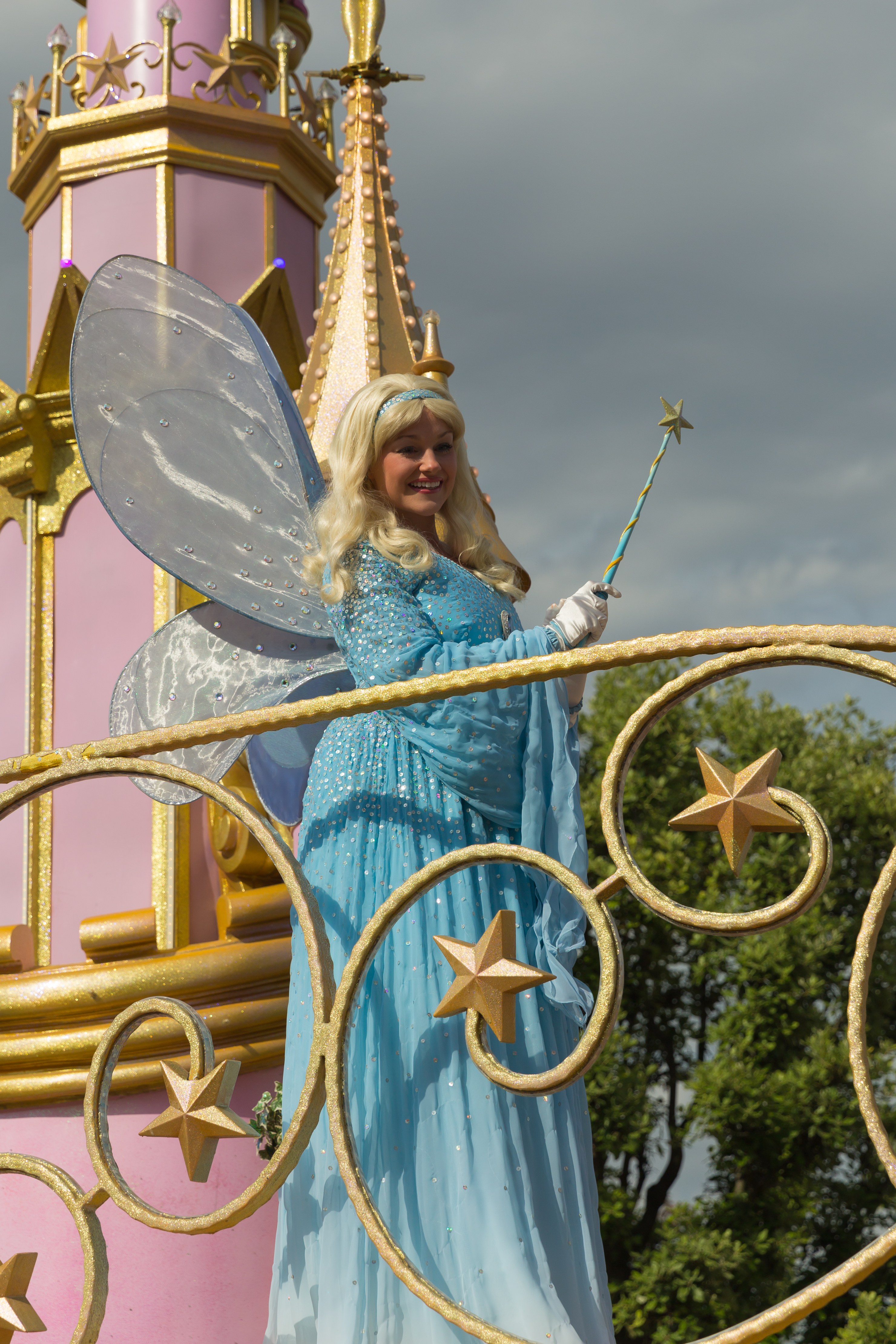
La Fée bleue de Pinocchio.
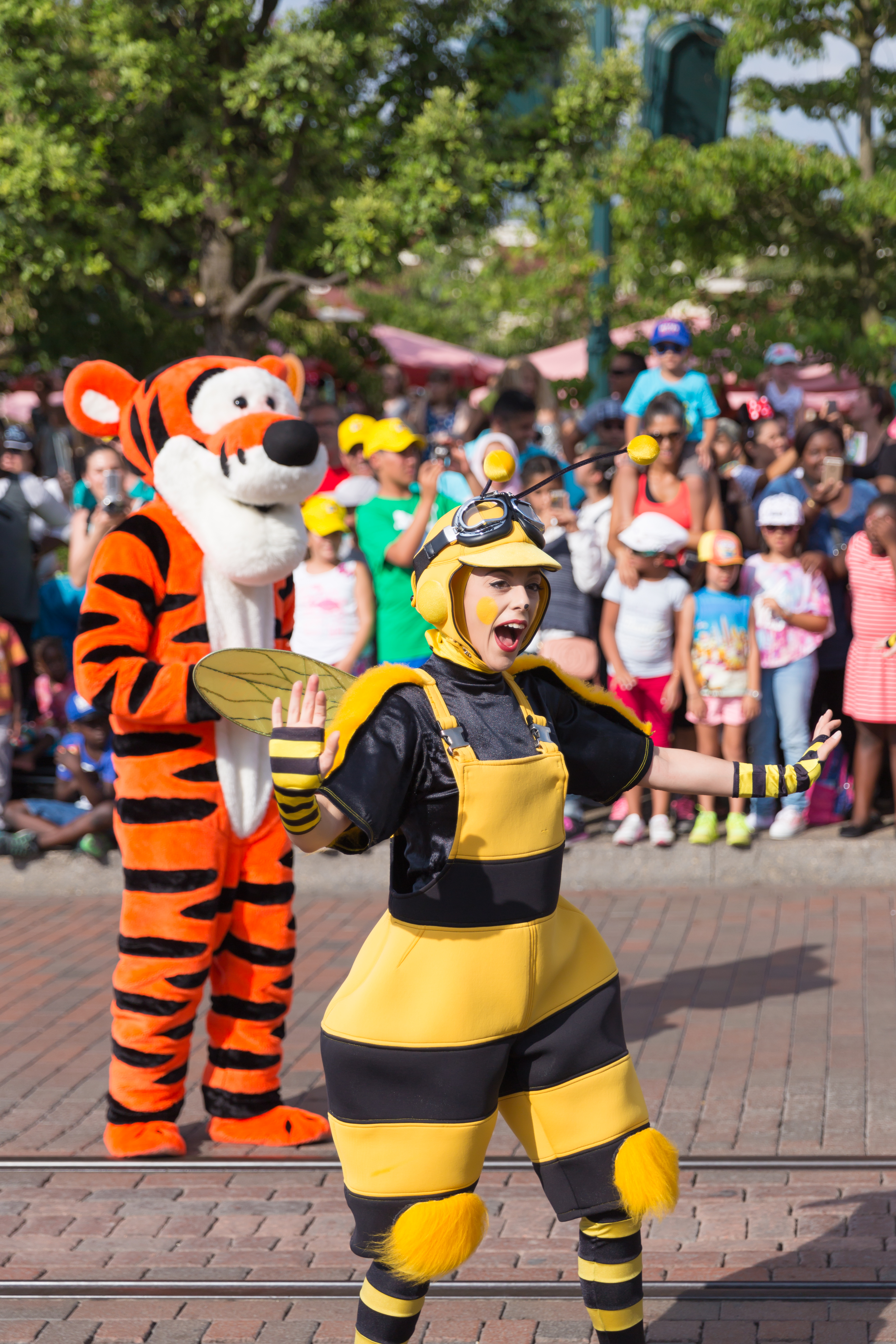
Tigrou et Abeille de Winnie l'ourson.
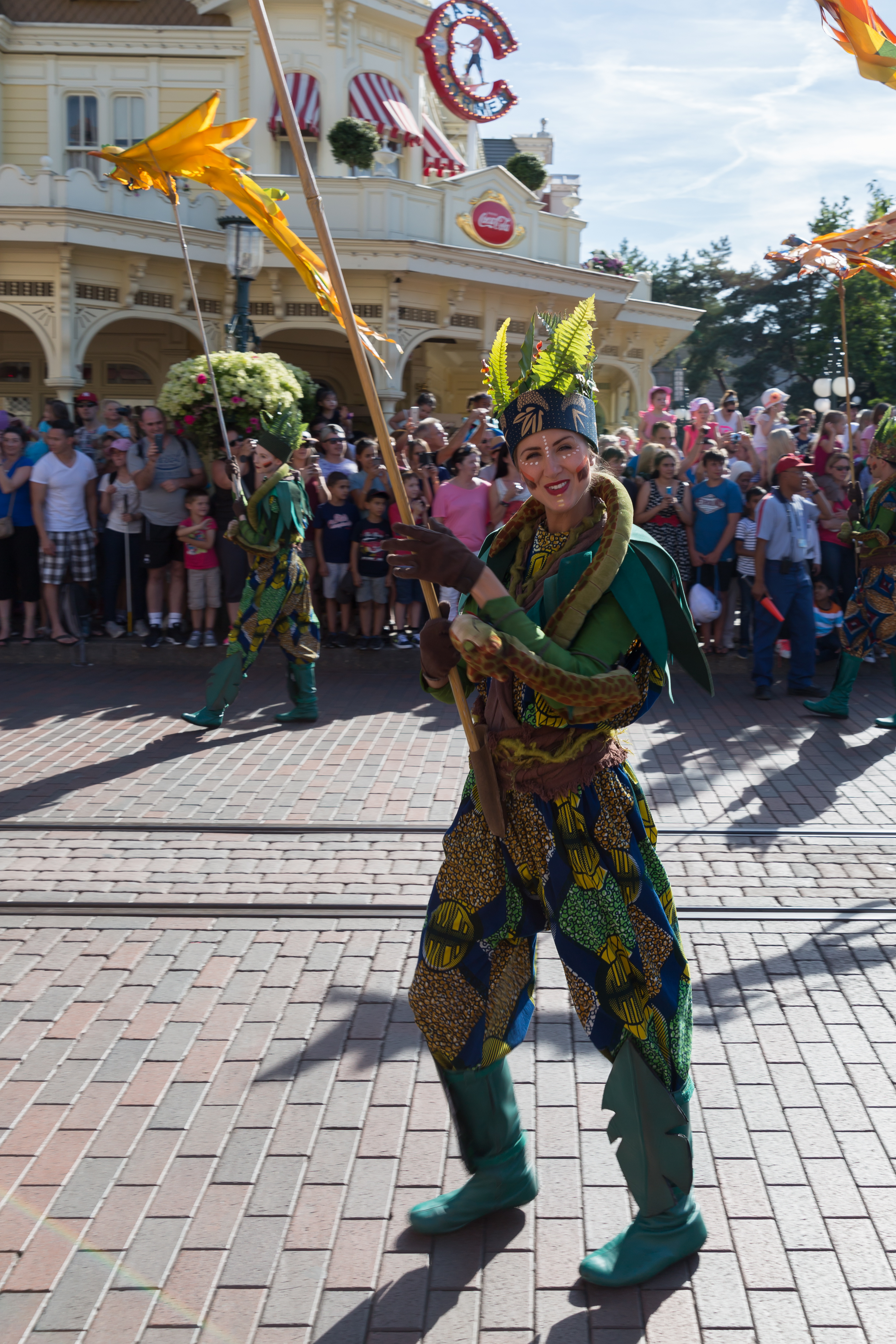
Personnage illustrant Le Roi lion.
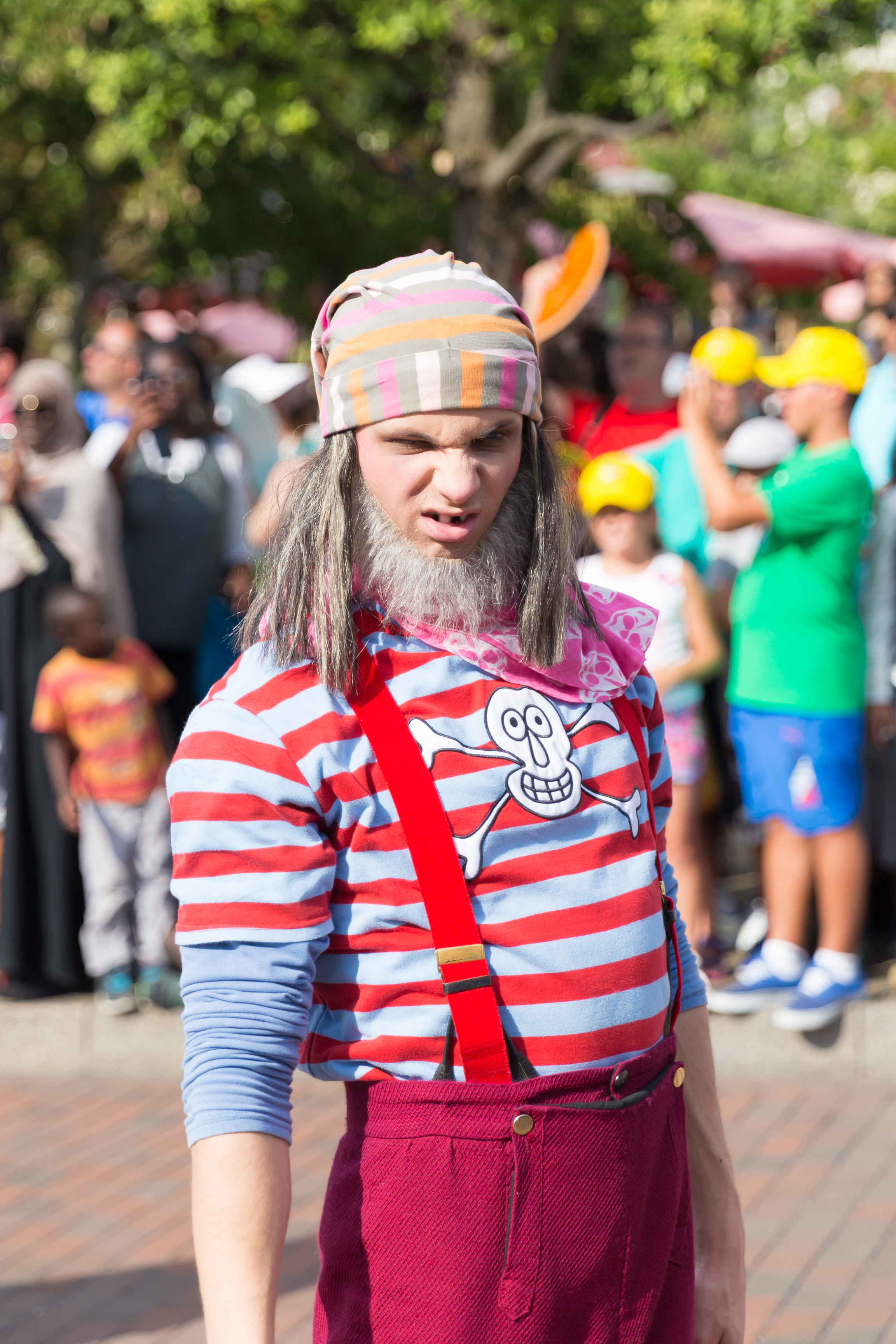
Pirate de Peter Pan.
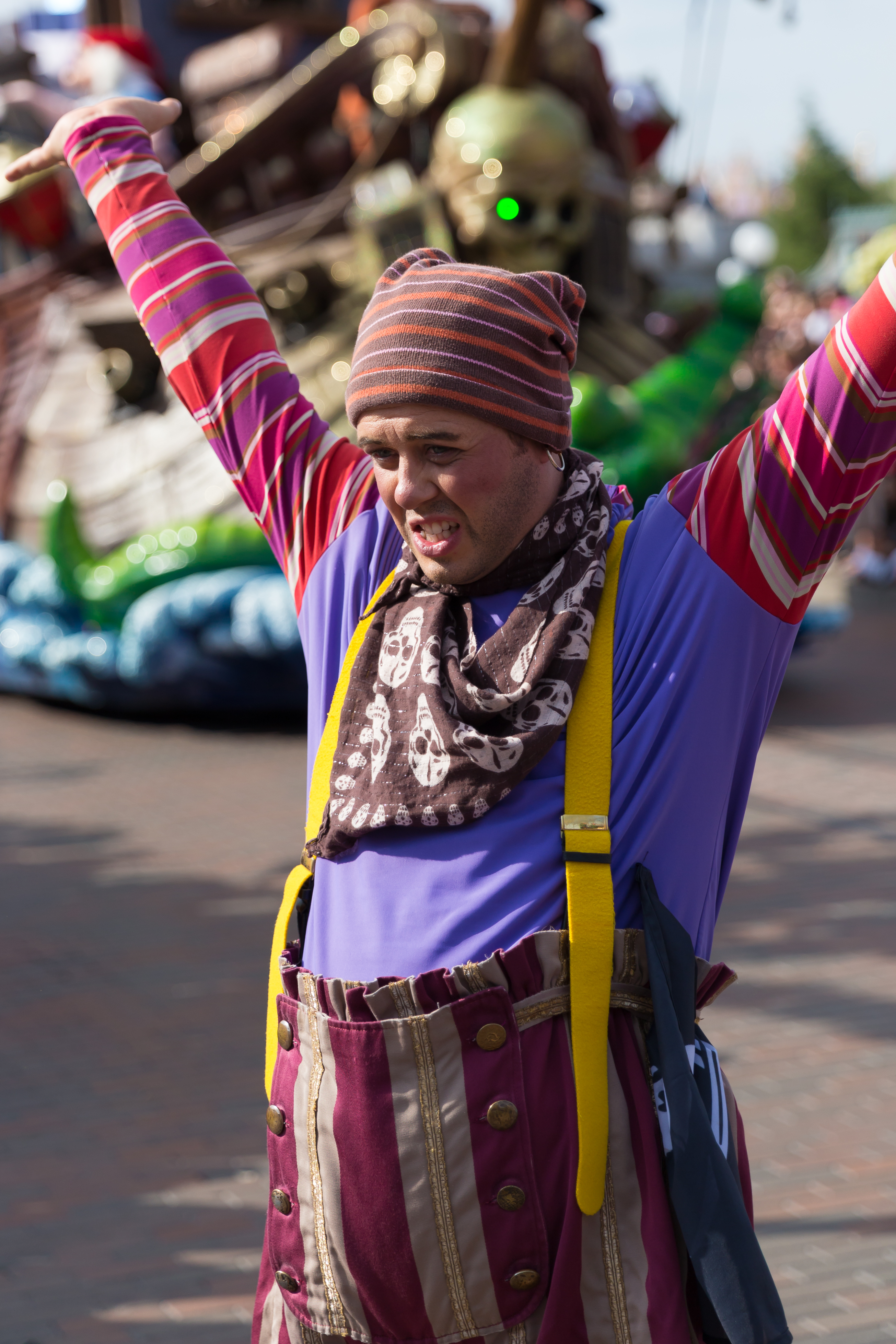
Pirate de Peter Pan.
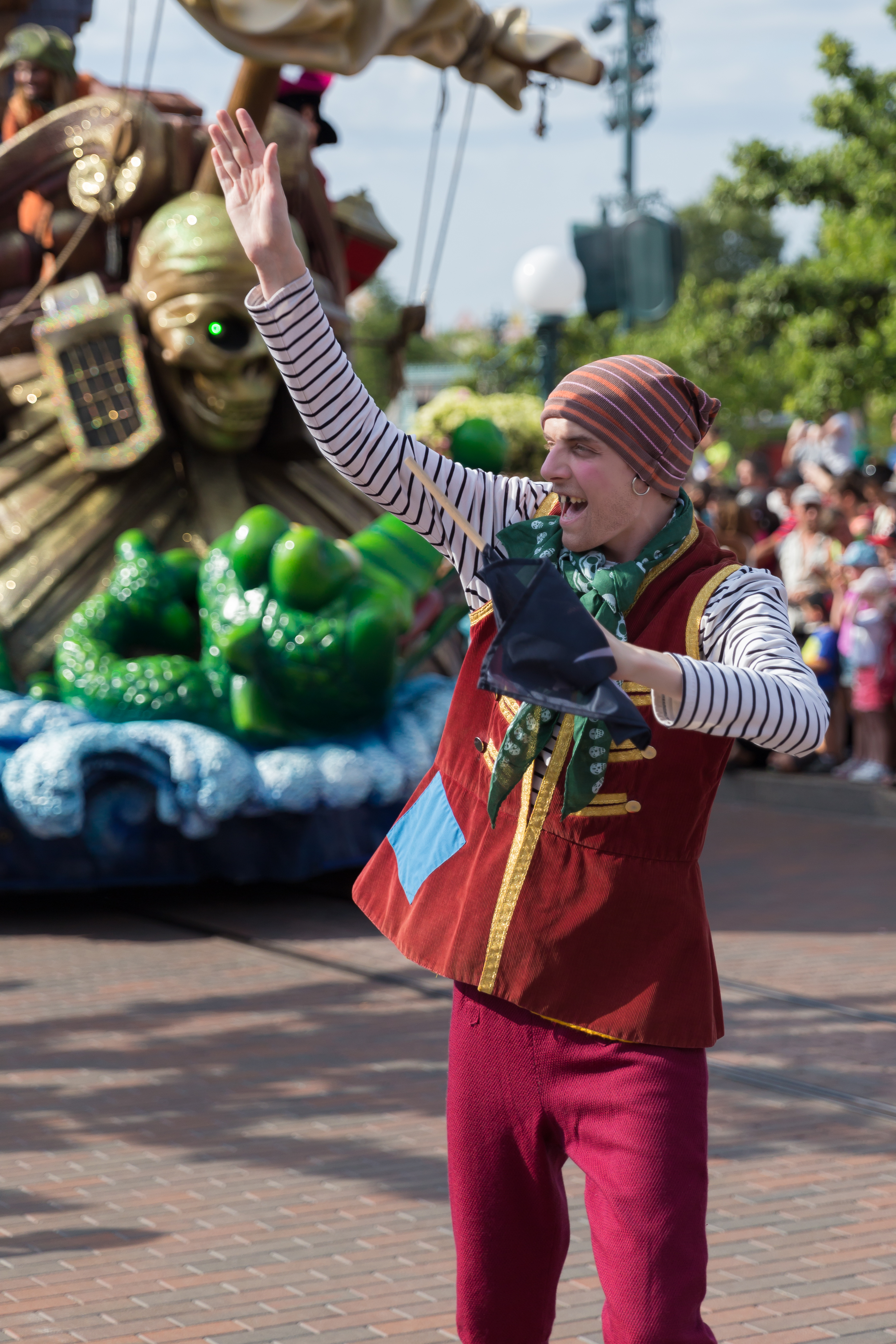
Pirate de Peter Pan.
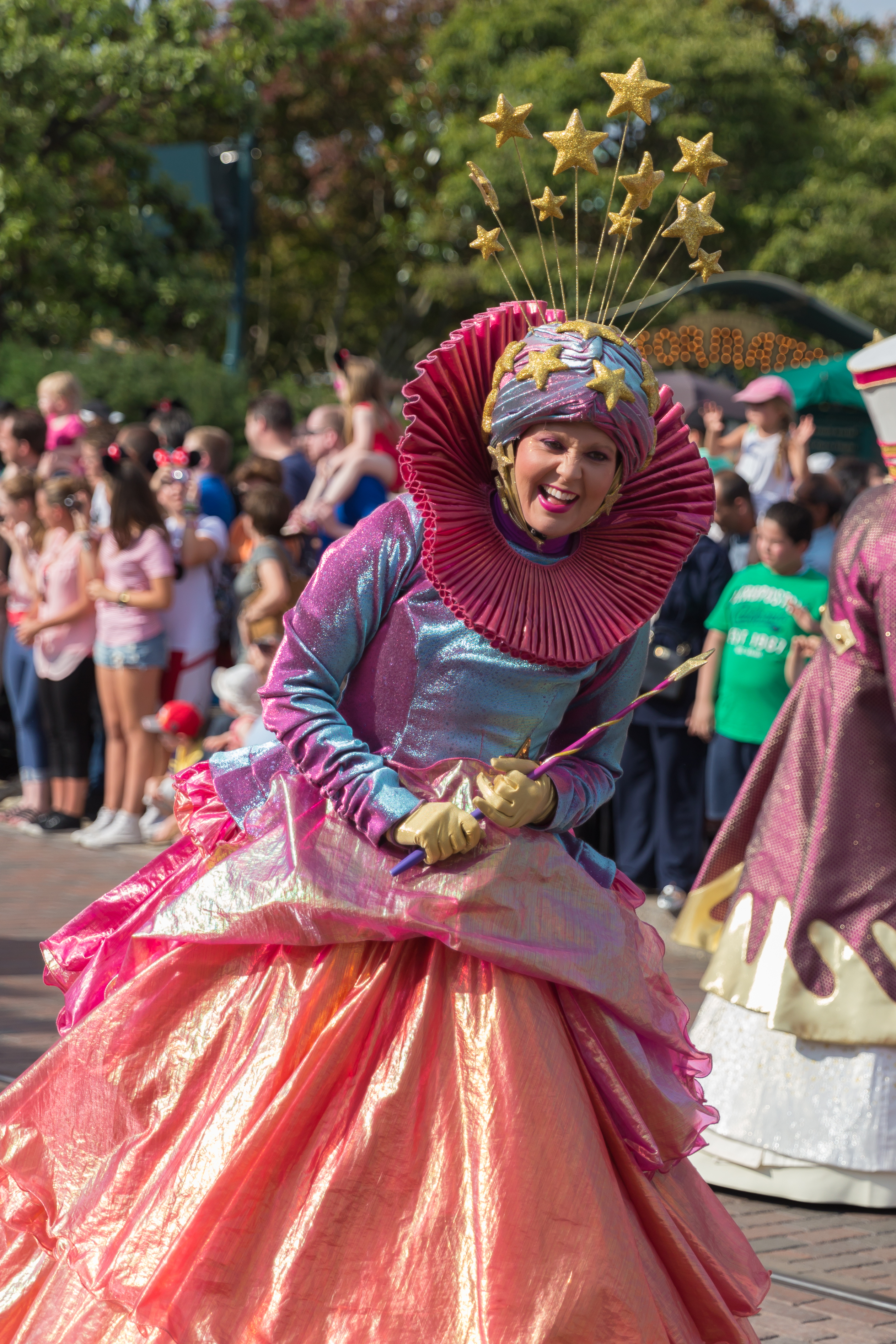
Personnage de magicienne